# Под прикрытием (телесериал, 2010)
«Под прикрытием» (англ. Undercovers) — американский телесериал в жанре «шпионская драма». Премьера сериала состоялась в США 22 сентября 2010 на канале NBC. Сериал был закрыт в декабре 2010 года.

## Сюжет
Стивен Блум и его жена Саманта — типичная семейная пара. Они владеют небольшой кейтеринговой фирмой в Лос-Анджелесе, и им помогает младшая сестра Саманты, Лиззи. Однако тайно Блумы некогда были лучшими шпионами ЦРУ. Пять лет назад они полюбили друг друга и решили уйти в отставку. Но когда их бывший коллега и друг Нэш пропадает во время слежки за русским торговцем оружием, босс Карлтон Шо обращается за помощью к Блумам. Парочка возвращается в мир шпионажа, расследование приводит их в разные уголки света — и Стивен и Саманта внезапно понимают, что их браку не хватало адреналина и романтики шпионских приключений.

## Время показа
Сериал показывали по средам в 20.00 на телеканале NBC.